# Трамутола
Трамутола (итал. Tramutola) — коммуна в Италии, расположена в регионе Базиликата, подчиняется административному центру Потенца.
Население составляет 3250 человек, плотность населения составляет 90 чел./км². Занимает площадь 36,48 км². Почтовый индекс — 85057. Телефонный код — 0975.
Покровительницей коммуны почитается Пресвятая Богородица (Madonna dei Miracoli). Праздник ежегодно празднуется 17 мая.